# Balatonhenye, Veszprém
Balatonhenye  este un sat în districtul Tapolca, județul Veszprém, Ungaria, având o populație de 125 de locuitori (2011). 

## Demografie
Componența etnică a satului Balatonhenye
     Maghiari (100%)
Componența confesională a satului Balatonhenye
     Romano-catolici (50,4%)
     Fără religie (17,6%)
     Reformați (11,2%)
     Necunoscută (20,8%)
Conform recensământului din 2011, satul Balatonhenye avea 125 de locuitori. Din punct de vedere etnic, majoritatea locuitorilor (100,0%) erau maghiari.  Din punct de vedere confesional, majoritatea locuitorilor (50,4%) erau romano-catolici, existând și minorități de persoane fără religie (17,6%) și reformați (11,2%). Pentru 20,8% din locuitori nu este cunoscută apartenența confesională.